# Autovía A-82
Die Autovía A-82 oder Autovía Barreiros–San Cibrao ist eine geplante Autobahn in Spanien. Die Autobahn soll in Barreiros, Provinz Lugo beginnen und in San Cibrao, Lugo enden.

## Abschnitte
| Position | höchöhst zulässige Geschwindigkeit | km | Richtung Asturias          | Richtung Vivero            | Anschluss an |
| -------- | ---------------------------------- | -- | -------------------------- | -------------------------- | ------------ |
| 1        | 120                                | 0  | San Ciprián Viveiro        | San Ciprián Viveiro        |              |
| 2        | 120                                | 1  | Burela                     | Burela                     | CG-2.3       |
| 3        | 120                                | 2  | Cangas                     | Cangas                     | N-642        |
| 4        | 120                                | 3  | Foz                        | Foz                        | N-642        |
| 5        | 100                                | 4  | Vilaronte Baamonde Ribadeo | Vilaronte Baamonde Ribadeo | AP-8         |

## Größere Städte an der Autobahn
- Barreiros
- San Cibrao